# 아케이드 (건축)

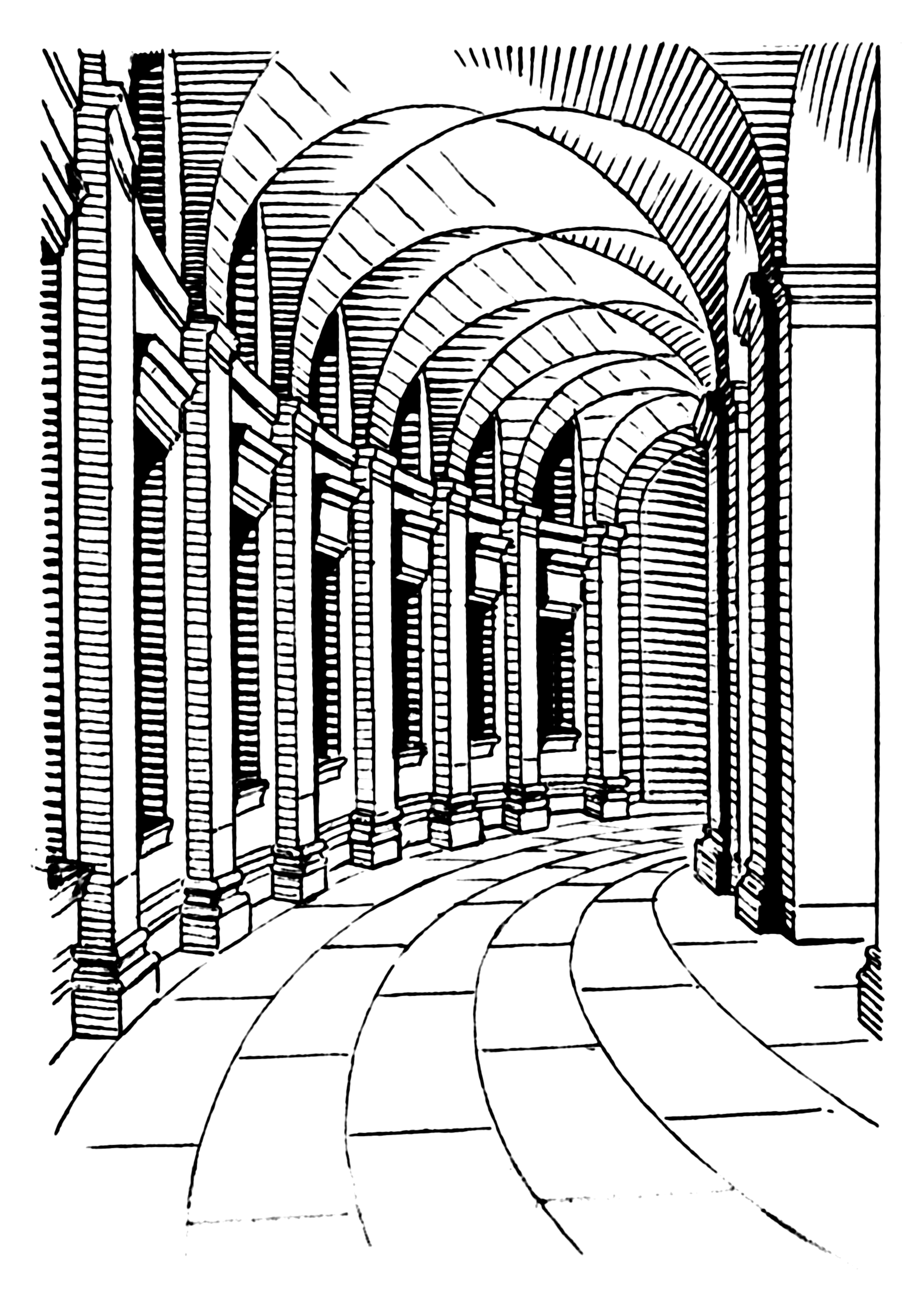

아케이드(arcade)란 기둥이나 교각에 의해 지탱되는 아치(arch)가 연속적으로 이어짐으로써 만들어지는 복도와 같은 공간이다. 건물 외부에 설치된 아케이드는 보행자들을 햇빛이나 비를 막아주도록 설계되어 있다. 이러한 아케이드에는 상점이 양쪽에 늘어서 있는 경우가 많다. 블라인드 아케이드(Blind arcade)라고 불리는 아케이드도 있는데, 기둥과 아치를 벽에 부착한 장식을 말한다.

## 같이 보기
- 골목
- 바자르
- 시장 (장소)
- 전자오락실
- 소매 (상업)
- 로마의 수도교
- 수크
- 스토아